# ISO 3166-2:US
Die Liste der ISO-3166-2-Codes für den Staat Vereinigte Staaten enthält die Codes für die 50 Bundesstaaten und den District of Columbia sowie sechs Außengebiete.

Die Codes bestehen aus zwei Teilen, die durch einen Bindestrich voneinander getrennt sind. Der erste Teil gibt den Landescode gemäß ISO 3166-1 (für den Staat Vereinigte Staaten US), der zweite den Code für die Bundesstaaten, den District of Columbia und die amerikanischen Außengebiete wieder.
Die aktuellen Codes stehen auf der Seite der ISO unter #iso:code:3166:US zur Verfügung.

Diese bestehen aus zwei Buchstaben und außer für Amerikanisch-Ozeanien (US-UM) entsprechen sie den Adressierkürzeln der amerikanischen Post (United States Postal Service).

## Kodierliste

### Bundesstaaten
| Staat          | Code  |
| -------------- | ----- |
| Alabama        | US-AL |
| Alaska         | US-AK |
| Arizona        | US-AZ |
| Arkansas       | US-AR |
| Kalifornien    | US-CA |
| Colorado       | US-CO |
| Connecticut    | US-CT |
| Delaware       | US-DE |
| Florida        | US-FL |
| Georgia        | US-GA |
| Hawaii         | US-HI |
| Idaho          | US-ID |
| Illinois       | US-IL |
| Indiana        | US-IN |
| Iowa           | US-IA |
| Kansas         | US-KS |
| Kentucky       | US-KY |
| Louisiana      | US-LA |
| Maine          | US-ME |
| Maryland       | US-MD |
| Massachusetts  | US-MA |
| Michigan       | US-MI |
| Minnesota      | US-MN |
| Mississippi    | US-MS |
| Missouri       | US-MO |
| Montana        | US-MT |
| Nebraska       | US-NE |
| Nevada         | US-NV |
| New Hampshire  | US-NH |
| New Jersey     | US-NJ |
| New Mexico     | US-NM |
| New York       | US-NY |
| North Carolina | US-NC |
| North Dakota   | US-ND |
| Ohio           | US-OH |
| Oklahoma       | US-OK |
| Oregon         | US-OR |
| Pennsylvania   | US-PA |
| Rhode Island   | US-RI |
| South Carolina | US-SC |
| South Dakota   | US-SD |
| Tennessee      | US-TN |
| Texas          | US-TX |
| Utah           | US-UT |
| Vermont        | US-VT |
| Virginia       | US-VA |
| Washington     | US-WA |
| West Virginia  | US-WV |
| Wisconsin      | US-WI |
| Wyoming        | US-WY |

### Bundesdistrikt
| Distrikt             | Code  |
| -------------------- | ----- |
| District of Columbia | US-DC |

### Außengebiete
| Gebiet                                | Code           |
| ------------------------------------- | -------------- |
| Amerikanisch-Samoa1                   | US-AS oder AS1 |
| Guam1                                 | US-GU oder GU1 |
| Nördliche Marianen1                   | US-MP oder MP1 |
| Puerto Rico1                          | US-PR oder PR1 |
| United States Minor Outlying Islands1 | US-UM oder UM1 |
| Amerikanische Jungferninseln1         | US-VI oder VI1 |

1Die amerikanischen Außengebiete haben eigene Geocode-Listen.